# Baragihalli, Chiknayakanhalli
Baragihalli là một làng thuộc tehsil Chiknayakanhalli, huyện Tumkur, bang Karnataka, Ấn Độ.